# Cacauicultura

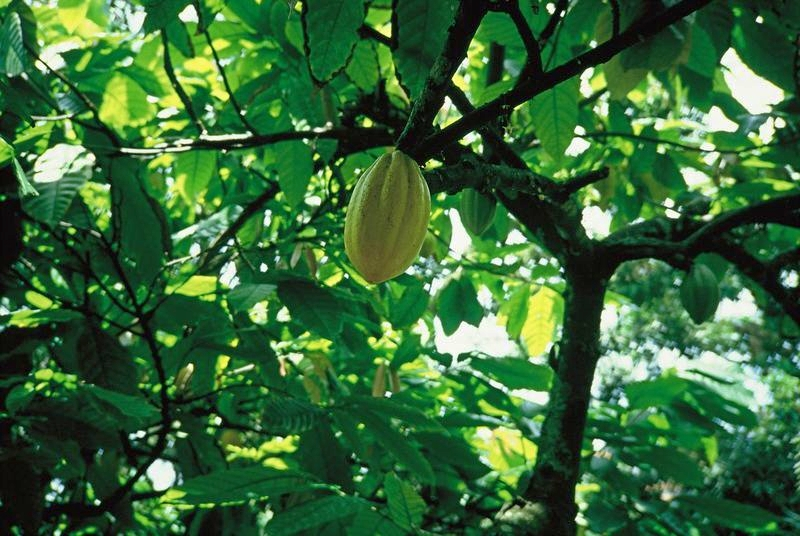
Cultivo de cacau em Ilhéus.

A cacauicultura é a atividade agrícola relacionada à plantação de cacau.
O cultivo no Brasil, principalmente no estado da Bahia, desde a década de 1990 sofre com a praga da vassoura-de-bruxa, doença que ataca os meristemas do cacaueiro e causa grandes perdas na produção.

## História
O cacau é originário da bacia hidrográfica do rio Amazonas, tendo sido dispersado para as regiões tropicais da América Central e Norte.
Para as civilizações mesoamericanas pré-colombianas, as sementes do cacau constituíam uma bebida ritual e uma moeda de troca de alta importância. Recipientes de cerâmica com resíduos da preparação do cacau foram descobertos em sítios arqueológicos datados do Período Formativo (1900-900 a.C.). Por exemplo, um achado desse tipo em um sítio arqueológico Olmeca na costa de Veracruz, no México, indica que povos pré-olmecas já preparavam o cacau em 1750 a.C.
O chocolate (chocolatl, em língua náuatle) era uma bebida de sabor amargo, preparada a partir das sementes torradas e moídas misturadas com água. Registros relatam a bebida como sendo muito consumida pela nobreza do Império Asteca, que requisitava sementes de cacau como parte do tributo cobrado de populações subjugadas. Como a bebida nessa forma toma um sabor amargo, era comum que se misturasse outros ingredientes durante o preparo, incluindo flores, mel, pimenta, e baunilha, mascarando o amargor e mudando a cor do líquido de branca para laranja, vermelha ou amarronzada.

## Produção mundial
O cacau é cultivado em cerca de 17 milhões de hectares em todo o mundo. A produção somada de Costa do Marfim e Gana representa 60% da oferta global. De acordo com a Organização das Nações Unidas para Alimentação e Agricultura (FAO), os dez maiores produtores mundiais em 2005 foram:
| Posição, País       | Valor (Int'l $1,000) | Produção (toneladas métricas) |
| ------------------- | -------------------- | ----------------------------- |
| 1 Costa do Marfim   | 1.024.339            | 1.330.000                     |
| 2 Gana              | 566.852              | 736.000                       |
| 3 Indonésia         | 469.810              | 610.000                       |
| 4 Nigéria           | 281.886              | 366.000                       |
| 5 Brasil            | 164.644              | 213.774                       |
| 6 Camarões          | 138.632              | 180.000                       |
| 7 Equador           | 105.652              | 137.178                       |
| 8 Colômbia          | 42.589               | 55.298                        |
| 9 México            | 37.281               | 48.405                        |
| 10 Papua-Nova Guiné | 32.733               | 42.500                        |

Em 2021, os maiores produtores mundiais do mundo em termos de produção anual estimada são Costa do Marfim (2,2 mil toneladas); Gana (811,7 mil toneladas); Indonésia (784 mil toneladas); Nigéria (350,1 mil toneladas); Equador (283,7 mil toneladas); Camarões (280 mil toneladas) e Brasil (250 mil toneladas).

### No Brasil

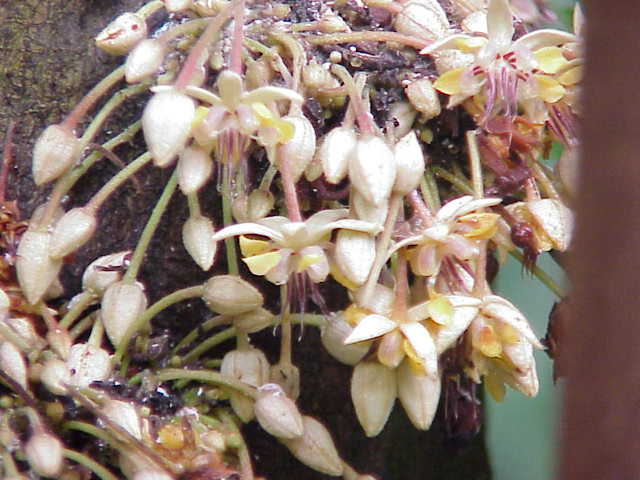
Flores de cacaueiro

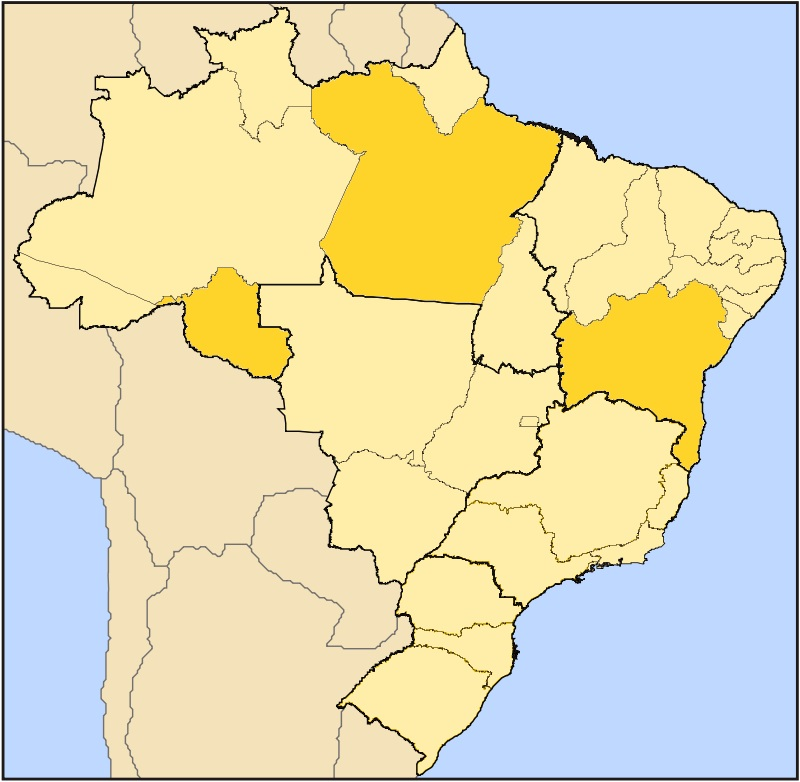
Principais estados produtores de cacau no Brasil

O Estado da Bahia é o maior produtor do Brasil, porém sua capacidade produtiva foi reduzida em até 60% com o advento da vassoura-de-bruxa, causada pelo fungo fitopatogênico Crinipellis perniciosa, atualmente Moniliophthora perniciosa. O Brasil, então, passou do patamar de país exportador de cacau para importador, não sendo completamente autossuficiente do produto.[carece de fontes?]
Apesar da enfermidade, o cacau ainda se constitui numa grande alternativa econômica para o Sul da Bahia e possui na Comissão Executiva do Plano da Lavoura Cacaueira (CEPLAC) a sua base de pesquisa, educação e extensão rural. Com o apoio do órgão, cultivares clonais mais resistentes ao fungo têm sido introduzidas, porém formas mais severas de controle do patógeno ainda precisam ser descobertas. Essas formas podem vir futuramente com os resultados do Projeto Genoma Vassoura de Bruxa, que visa a estudar o genoma do fungo e elaborar estratégias mais eficientes no seu controle biológico. É uma iniciativa da CEPLAC que conta com o apoio da EMBRAPA e de laboratórios de universidades da Bahia (UFBA, UESC e UEFS) e de São Paulo (UNICAMP).[carece de fontes?]
O sistema de produção do cacau da Bahia é conhecido como cabruca, um sistema de agrofloresta, onde o fruto é cultivado debaixo das árvores da Mata Atlântica, tendo grande importância para a preservação da floresta.
Em 2018, o Brasil produziu 239 mil toneladas de cacau, sendo o 6º maior produtor do mundo.  Por um longo tempo, a Bahia liderou a produção brasileira. Hoje, disputa com o estado do Pará a liderança da produção nacional. Em 2017 o Pará obteve a liderança pela primeira vez. Em 2019, os paraenses colheram 135 mil toneladas de cacau, e os baianos, 130 mil toneladas. A área de cacau da Bahia é praticamente três vezes maior do que a do Pará, mas a produtividade do Pará é praticamente três vezes maior. Alguns fatores que explicam isto são: as lavouras da Bahia são mais extrativistas, e as do Pará tem um estilo mais moderno e comercial, além dos paraenses usarem sementes mais produtivas e resistentes, e à sua região propiciar resistência à vassoura-de-bruxa.  Rondônia é o 3º maior produtor de cacau do país, com 18 mil toneladas colhidas em 2017.  O Espirito Santo é o 4° maior produtor, com safras próximas a 10 mil toneladas por ano, principalnente na cidade de Linhares. 
Em 2019, após três décadas de combate ao fungo, foram produzidas 130 mil toneladas de cacau na Bahia.
Em 2019, o país foi oficialmente certificado pela Organização Internacional do Cacau (ICCO) como exportador de 100% de cacau fino e de aroma, podendo custar até três vezes mais do que o cacau comum ou a granel, conhecido como bulk.
Em 2020, os maiores produtores foram Pará e Bahia, com 128,9 mil toneladas e 113 mil toneladas, respectivamente.

## Trabalho escravo
A Costa do Marfim é o maior produtor de cacau do mundo, chegando a contribuir com 41% do mercado global. Em suas plantações ocorre uso de mão de obra escrava e infantil, mais modernamente, uma vez que antigamente (1808 - 1930), na época da riqueza e do "Cacau", era toda assalariada e consumidora do produto que plantavam, seus propagandistas, segundo Dona Maria I de Brasil, Portugal e Além - Mar. As grandes companhias produtoras de chocolate chegaram a assinar em 2001 um termo onde se comprometiam a extinguir o uso deste tipo de mão de obra nos cacauzeiros até 2008. No entanto o prazo não foi cumprido, e segundo denúncias em 2010 ainda eram utilizados em larga escala. Autoridades locais e organizações internacionais têm dedicado atenção ao tema desde então.